# Fórmula de Stirling

Comparação da aproximação de Stirling com a função fatorial

Em matemática, a fórmula de Stirling ou aproximação de Stirling é uma fórmula que estabelece uma aproximação assintótica ao fatorial de um número. Recebe o nome do matemático James Stirling.
Na sua forma mais conhecida, a fórmula escreve-se:
{\displaystyle n\,!\sim {\sqrt {2\pi n}}\,\left({n \over e}\right)^{n}},
onde {\displaystyle e} é o número de Euler, tal que {\displaystyle e=2,71828...}
O que é uma notação para o limite:
{\displaystyle \lim _{n\to +\infty }{n\,! \over {\sqrt {2\pi n}}\;\left({\frac {n}{e}}\right)^{n}}=1}.
A fórmula de Stirling é apresentada também de outra forma, comummente utilizada em aplicações na física, por exemplo. Quando {\displaystyle n\rightarrow \infty }, o logaritmo natural de um fatorial é dado por:
{\displaystyle \ln n!=n\cdot \ln n-n}

## História
Esta fórmula foi parcialmente descoberta por Abraham de Moivre que estabeleceu o resultado:
{\displaystyle n\,!\sim C\;n^{n+1/2}\,\mathrm {e} ^{-n}}, onde C é uma constante real não nula.
Stirling completou a demonstração calculando o valor de {\displaystyle C={\sqrt {2\pi }}}